# Рихтер, Гейнц
Гейнц Рихард Хуго Рихтер (нем. Heinz Richard Hugo Richter; 13 февраля 1903, Губен, Германская империя — 27 июля 1974, Киль, ФРГ) — немецкий юрист, оберштурмбаннфюрер СС, командир айнзацкоманды 8 в составе айнзацгруппы B, начальник отделения гестапо во Франкфурте-на-Одере.

## Биография
Гейнц Рихтер родился 13 февраля 1903 года в Губене. Его отец был продавцом лотерейных билетов. Весной 1922 года окончил школу, сдав экзамены на аттестат зрелости. Изучал право в университете Берлина и Йены. 13 декабря 1930 года сдал первый государственный экзамен. С 16 апреля 1931 по 17 июля 1934 года проходил юридическую практику. 24 ноября 1934 года сдал второй государственный экзамен.
6 декабря 1926 года вступил в НСДАП (билет № 48512). 30 января 1933 года стал членом национал-социалистического механизированного корпуса. В марте 1934 года вступил в Штурмовые отряды (СА). 16 января 1936 года поступил на службу в прусскую тайную полицию, а позже служил в отделении гестапо в Берлине. 9 марта 1936 года стал начальником отделения гестапо в Алленштайне. 1 октября 1936 года был зачислен в ряды СС (№ 280049) и в том же году – в аппарат службы безопасности (СД). 1 июля 1938 года вернулся в отделение гестапо в Берлине. В том же году был откомандирован в ведомство инспектора полиции безопасности в Вене.
С середины августа и до конца октября 1939 года служил клерком в гражданской администрации при командовании 14-й армии вермахта сначала в Нойтетчине, потом в Кракове. Кроме того, Рихтер был офицером связи в айнзацгруппе 1 под руководством бригадефюрера СС Бруно Штреккенбаха. С января 1940 года служил в главном управлении имперской безопасности (РСХА) в Берлине и в 1941 году стал  руководителем отдела II A 5 (установление личности врагов Рейха и народа и лишение их гражданства). Этот отдел занимался конфискацией антинародного и антигосударственного имущества в Берлине, лишением немецкого гражданства, а также определением степени враждебности к немецкому народу и государству. 1 апреля 1942 года в Могилёве возглавил айнзацкоманду 8 в составе айнзацгруппы B, действовавшей на территории оккупированной Белоруссии. В ноябре 1942 года был переведён в Париж, где служил в качестве следователя при высшем руководителе СС и полиции. В мае 1944 года стал начальником отделения гестапо во Франкфурте-на-Одере. В ночь с 30 на 31 января 1945 года организовал расстрел около 800 узников концлагеря Зонненбург. В феврале 1945 года был призван в войска СС.

### После войны

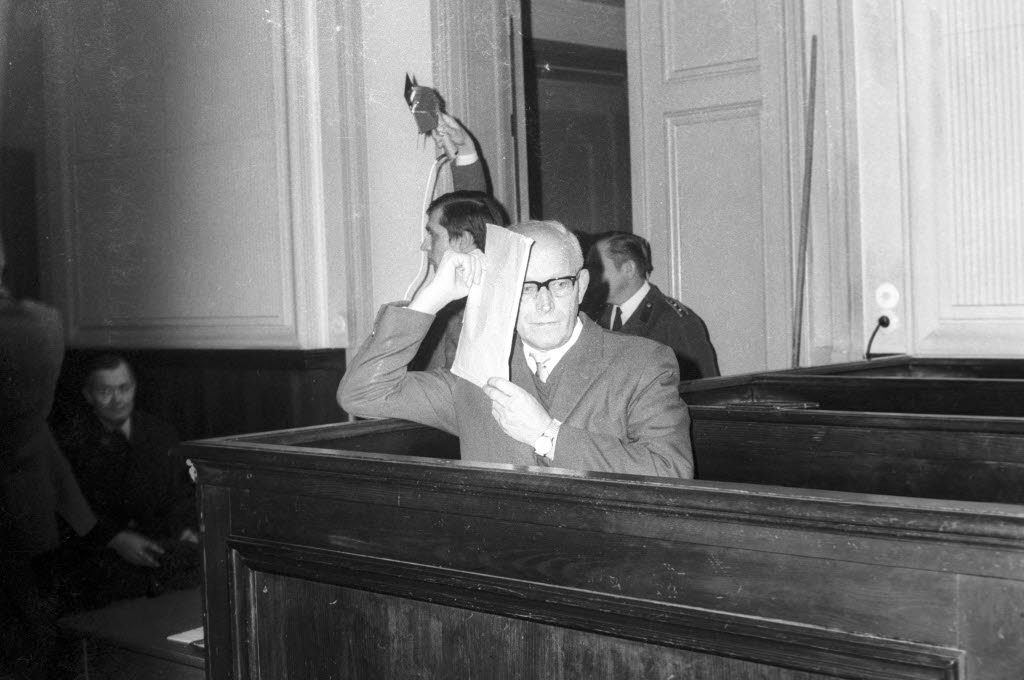
Гейнц Рихтер на суде. 18 декабря 1970 года

6 мая 1945 года попал в американский плен, из которого 29 июля был освобождён, сумев скрыть свою принадлежность к СС. С ноября 1945 года работал на фабрике игрушек. 13 марта 1951 года денацификационной комиссией в Киле был отнесён к группе освобождённых лиц. С 13 января 1955 года работал в управлении социальной защиты земли Шлезвиг-Гольштейн, где отвечал за выплату компенсаций немецким военнопленным.
С 6 ноября 1962 по 16 июля 1964 года находился в следственном изоляторе. Вместе со своим заместителем Гансом Хассе был привлечён к суду в Киле. Обвинялся в уничтожении 1500 евреев и ликвидации тюрьмы в Могилёве, в ходе которого 450 евреев были расстреляны, а 600 убиты в газвагенах. Суд признал виновным Рихтера лишь в пособничестве в убийстве и посчитал, что он не выходил за рамки выполнения приказов. 11 апреля 1969 года земельный суд Киля приговорил его к 7 годам тюремного заключения. В 1971 году вновь оказался на скамье подсудимых по обвинению в расстреле 600 заключённых в концлагере Зонненбург, но 2 августа был оправдан судом присяжных в Киле. 1 августа 1972 года был освобождён из тюрьмы. Умер 27 июля 1974 года в Киле.